# Chase Brown
Chase Brown (London, Ontario; 21 de marzo de 2000) es un jugador profesional canadiense de fútbol americano, se desempeña en la posición de running back en Cincinnati Bengals, en la National Football League (NFL).

## Carrera
Hizo su debut profesional con el equipo Cincinnati Bengals, lleva jugando una temporada, comenzó en el 2023.